# بوماییز
بوماییز (به فرانسوی: Beaumais) یک کمون در فرانسه است که در canton of Morteaux-Coulibœuf واقع شده‌است. بوماییز ۱۰٫۷۳ کیلومتر مربع مساحت دارد ۶۰ متر بالاتر از سطح دریا واقع شده‌است.